# Đoàn Kết, Yên Thủy
Đoàn Kết là một xã thuộc huyện Yên Thủy, tỉnh Hòa Bình, Việt Nam. Bao quanh xã Đoàn Kết là xã Ngọc Lương, xã Yên Trị, xã Phú Lai, xã Hữu Lợi và xã Thạch Bình thuộc huyện Nho Quan, tỉnh Ninh Bình.
Xã Đoàn Kết có diện tích 16,53 km², dân số năm 1999 là 3673 người, mật độ dân số đạt 222 người/km². Dân tộc Mường chiếm đa số hơn 90%, còn lại là dân tộc Kinh và một số dân tộc khác.
Xã Đoàn Kết được thành lập ngày 09/04/1946 dưới sự hợp nhất từ các xã Phù Vệ, Yên Thái, Thắc La.